# Falcon Electronics
Falcon Electronics este o companie din România, cu sediul în București, care are ca obiect de activitate vânzarea echipamentelor electronice auto.
Compania are 6 showroom-uri ( două în București și câte unul în Brașov, Iași, Timișoara, Cluj-Napoca) și dispune de o rețea de peste 350 de distribuitori naționali în magazine de electronice, hipermarketuri, ateliere auto. 
Mărcile comercializate de Falcon Electronics sunt: sisteme de securitate Viper, detectoare de radar Cobra, Whistler, Beltronics, dispozitive de navigație Navon, car kit-uri Bury, sisteme de sonorizare Kicker, echipamente multimedia Sony, stații walkie-talkie și CB radio Cobra.
Compania a fost înființată în 1996 și este deținută de omul de afaceri Dan Cuțui.
În 2006 compania deținea 75% din piața detectoarelor de radar din România.
Cifra de afaceri in 2009 era de 6.531.058 euro.
În 2009 compania avea 63 angajați.